# Саган, Линда
Линда Зальцман Саган (англ. Linda Salzman Sagan; 16 июля 1940, Нью-Йорк, Нью-Йорк — 22 ноября 2023, Итака, Нью-Йорк) — американская художница и писательница, работавшая художником при создании Пластинок «Пионера», а также участвовавшая в создании Золотой пластинки «Вояджера».
Она была одним из авторов книги «Шёпоты Земли», написанной вместе с её мужем, астрономом Карлом Саганом, за которого 6 апреля 1968 года вышла замуж. Брак продолжался до их развода в 1981 году. Также она была постановщиком пьес для театра «Central Casting» в Итаке (штат Нью-Йорк), и писала сценарии к эпизодам телесериалов, таких как «Тихая пристань» и «Главный госпиталь». Изучала искусство в Школе Музея изящных искусств в Бостоне в 1960-х годах, когда и познакомилась с Саганом.
Сын — писатель и сценарист Ник Саган.